# Norfolk Naval Shipyard

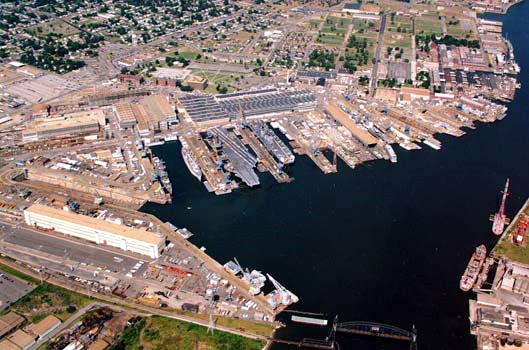
Vista aerea dell'arsenale

Norfolk Naval Shipyard, conosciuto anche come Norfolk Navy Yard è un arsenale della US Navy ubicato a Portsmouth, nell'area costiera portuale degli Hampton Roads, di fronte a Norfolk, nello stato statunitense della Virginia.

## Storia
Il cantiere venne impiantato nel 1767, quando la Virginia era una colonia britannica con la denominazione Gosport Shipyard e gli stabilimenti vennero incendiati dai britannici quando nel 1779 furono costretti ad abbandonare la colonia. Nel 1794 il controllo dei cantieri venne preso in mano dal governo degli Stati Uniti per farne uno stabilimento di costruzione di navi da guerra, la prima delle quali fu nel 1799 la fregata USS Chesapeake. Durante la guerra di secessione in controllo del cantiere venne preso dai confederati che vi realizzarono la corazzata CSS Virginia la prima nave della Marina dei Confederati. Nel 1862 quando la Virginia venne conquistata dagli Unionisti la denominazione del cantiere venne cambiata in Norfolk Naval Shipyard.
Tra le realizzazioni per la US Navy la USS Texas e la USS Langley, rispettivamente la prima nave da battaglia e la prima portaerei della US Navy e la nave da battaglia USS Arizona, affondata il 7 dicembre 1941 nell'attacco di Pearl Harbor.
Oltre alla costruzione di nuove navi da guerra nell'arsenale nel secondo dopoguerra vennero effettuati i lavori di ammodernamento di alcuni cacciatorpediniere nell'ambito del Programma FRAM.